# Meir Argov
Meir Argov (em hebraico:  מאיר ארגוב   , 1905 - 24 de novembro de 1963) foi um ativista sionista, político israelense e signatário da declaração de independência de Israel.

## Biografia

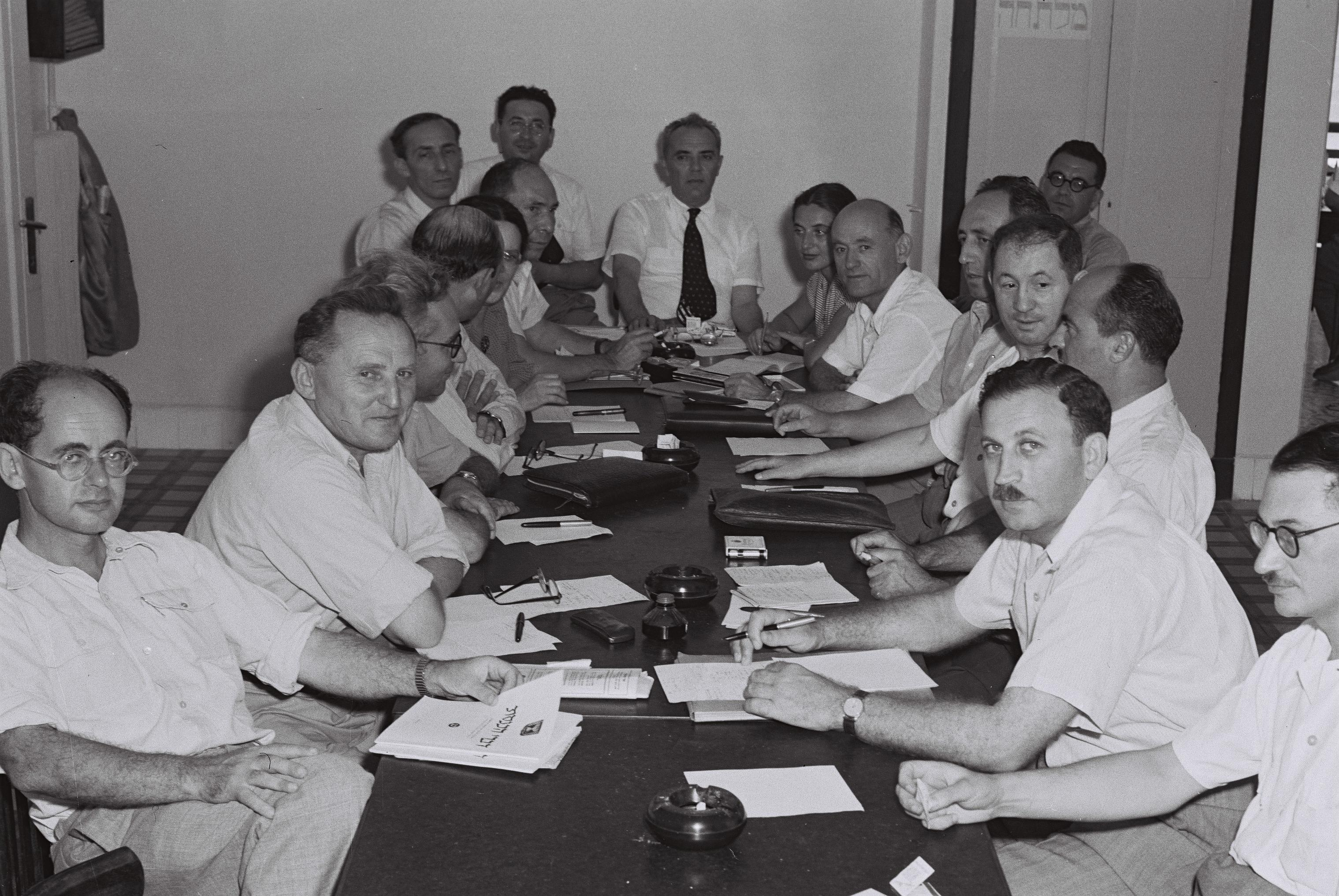
Meir Argov (atrás, à esquerda) em uma reunião do Comitê de Relações Exteriores e Defesa do Knesset em 1º de setembro de 1949.

Nascido Meyer Grabovsky em Rîbnița no Império Russo (hoje na Transnístria/Moldávia), Argov estudou em um heder e depois na Universidade de Kiev. Ele se envolveu no ativismo sionista em sua juventude, liderando o movimento HeHalutz na Ucrânia e tornando-se membro do comitê central Tzeiri Zion em 1917. Ele foi preso por atividades sionistas em 1922 e novamente em 1924, após o que foi expulso da União Soviética.
Em 1927, imigrou para o Mandato Palestina e trabalhou na agricultura. Secretário do Conselho de Trabalhadores de Petah Tikva entre 1929 e 1939, tornou-se membro do Conselho Nacional Judaico em 1930 e foi eleito para o conselho municipal de Petah Tikva em 1931. Em 1940, ele se voluntariou no Exército Britânico e lutou na Brigada Judaica na campanha da Itália.
Argov (ainda sob o nome de Grabovsky) foi uma das pessoas a assinar a declaração de independência de Israel em 1948, e imediatamente se juntou ao Conselho de Estado Provisório, representando o Mapai. Ele foi eleito para o primeiro Knesset em 1949, e manteve seu assento nas eleições de 1951, 1955, 1959 e 1961, servindo como presidente do importante Comitê de Relações Exteriores e Defesa a partir de 1951. Nessa função ele declarou que Israel devia confiar na sua própria força. Ele morreu no cargo em 1963. Seu assento foi ocupado por Jenia Tversky.
Argov morreu subitamente de ataque cardíaco enquanto servia no Knesset, em 24 de novembro de 1963. Ele tinha 57 anos. Argov foi enterrado em Petah Tikva. Seu funeral contou com a presença, entre outros, do primeiro-ministro Levi Eshkol, do vice-primeiro-ministro e ministro das Relações Exteriores Abba Even e do presidente do Knesset, Kaddish Luz.